# Grafith
A Grafith é uma banda de música popular formada em novembro de 1988 em Natal, Rio Grande do Norte, por quatro irmãos que permanecem como integrantes da banda até hoje. O repertório sem limite de gêneros musicais ou preconceitos fez com que a banda conquistasse um público fiel de diferentes camadas sociais, os "Grafitheiros".
Com origem no bairro Cidade da Esperança, na Zona Oeste de Natal, a Grafith sempre esteve adequado às novidades de cada geração. Nos anos 80, predominava o rock de Brasília, com Legião Urbana, Capital Inicial, também o Kid Abelha e os Abóboras Selvagens.
A banda começa a espalhar pelo país um grande número de fã-clubes e admiradores, sobretudo no seu estado de origem, além dos estados do Ceará, Pernambuco, Sergipe, Paraíba e até no Rio de Janeiro.
Alguns sucessos históricos da banda: O Bode, Jungle People, O Brasil canta, Camaleão, Fuleragem.
A banda regrava músicas mal sucedidas de outras bandas, o que inclui desde James Blunt até PSY, e transformam em uma verdadeira explosão, e sem dúvidas e a banda mais bem sucedida da história do Rio Grande do Norte. São mais de 31 anos de carreira com um auge de 122% nas paradas.Atualmente está mais conhecida pelo fato de que o lutador de MMA, Renan Barão, entrou no octógono ouvindo um de seus sucessos.
A banda é conhecida no estado de Rio Grande do Norte por seus dizeres ''Bora negona'' e ''Simbora negona''

## História
Em 4 de novembro de 1988, os irmãos Kaká, Carlinhos, Joãozinho e Júnior se juntaram e compuseram a Banda Grafith. Trinta e dois anos mais tarde e com todas as mudanças ocorridas durante este longo percurso, a banda é uma das mais conceituadas do Rio Grande do Norte, com média elevada de shows por mês durante o ano (no verão, o número de apresentações dobra) e constantes solicitações para carnavais, formaturas, confraternizações e eventos. Sua história é sempre lembrada e comemorada no mês de novembro, com uma grande festa que agita a noite potiguar, com várias horas de show e uma viagem no mundo da música.
Há 32 anos, a Banda encantava seu público com sua versatilidade. Conhecidos pelo estilo baile, os irmãos tocavam de tudo: de discoteca e rock a samba e MPB. Foram pioneiros ao realizar sua festa de aniversário – depois da festa do primeiro aniversário da Banda Grafith, outras se inspiraram na ideia e, até hoje, realizam grandes eventos em comemoração a mais um ano de banda, grupo, etc.
Além dessa inovação, os irmãos também foram os primeiros a gravar vinheta de banda. Em 1990, gravaram a mesma vinheta ouvida nos dias de hoje. Com a ideia testada e aprovada pelos fãs, a Banda Grafith lançou tendência em mais um segmento da música – as vinhetas viraram febre em todo o Brasil.
E não parou por aí. Os irmãos ainda foram os pioneiros do “alô”, aquela pausa entre as músicas que é aproveitada para dar um alô aos presentes, tão utilizada nos dias de hoje. Virtude de família, a humildade sempre pode ser percebida nos shows, quando os primeiros alôs de cada apresentação eram dados a qualquer pessoa,  independente da classe social. Esta atitude ainda é vista nos shows, 30 anos depois.
Tempos de adaptações – Na década de 90, o cenário musical começou a mudar no Rio Grande do Norte. As músicas mais tocadas pelos irmãos, inspiradas em bandas como Pink Floyd, Queen, Aerosmith, passaram a não empolgar tanto quanto antes. Este foi um período difícil e os irmãos pensaram em desistir. Analisando o cenário local, outras bandas que tocavam baile como a Grafith migraram para o forró eletrônico, a nova tendência. Entre desistir e seguir o mercado musical, Kaká, Carlinhos, Joãozinho e Júnior decidiram fazer o que eles têm feito de melhor – arrastar multidões com música e energia.
Versatilidade – A Banda Grafith é admirada por sua versatilidade. Adapta-se desde micaretas a festas de formatura de escolas, universidades e confraternizações. Dessa forma, a história da Banda em 25 anos pode ser colocada em prática com o arrocha do momento ao repertório de bailes de tempos atrás.
A história da Banda Grafith daria um livro. Mas o que se pode concluir é que, em todos esses anos, ela quebrou paradigmas e superou preconceitos. Cresceu, fez seu nome e, hoje, colhe os frutos do sucesso baseado nos conceitos de família, educação e bons exemplos.
- 1988: Aconteceu o primeiro show da banda, numa sexta-feira, dia 4 de Novembro, no clube da ASSEN em Natal/RN.

O famoso “Alô” começa a ser utilizado pela banda, desde seu primeiro show. Júnior Grafith fala o nome de diversos fãs da Nação Grafitheira durante os shows;
- 1989: Aniversário de 1º ano da banda, também aconteceu no dia 4 de novembro num sábado, a partir deste a festa passa a ser comemorada tradicionalmente no primeiro ou segundo sábado de Novembro.

A Grafith foi pioneira, dentre as bandas da época, em fazer um show especial para comemorar o aniversário da banda, levando essas apresentações de comemoração para diversas cidades do interior, principalmente para a cidade de Macau/RN. 
- 1990: Gravação do LP com primeiros registros de trabalho autoral. O nome do Disco, era também, o nome do primeiro sucesso da banda: “Camaleão”. O LP conseguiu emplacar outros sucessos como “Eu sou ilê”, Jacaré e Garotada Lamba em diversas rádios do Nordeste.

É lançada a famosa vinheta utilizada sobre as músicas para identificar a banda, que até hoje é replicada nas apresentações e gravações: “Gra, Gra, Gra, Gra, Gra, Grafith”.
- 1992: O Estado da Paraíba, já tinha uma grande ligação com a banda desde projetos anteriores. Nesse ano a Grafith entra no Estado de Pernambuco e do Ceará, dessa forma abrindo novos caminhos e mercados para a banda;
- 1993: 5°aniversário da banda, foi o começo da consolidação da banda no mercado do Nordeste.
- 1995: A banda já conhecida como uma banda baile, iniciou no mercado de formaturas neste ano, na festa do colégio Nossa Senhora das Neves em Natal/RN.
- 1998: A Primeira década de banda, a Grafith, já tinha realizado eventos importantes de diversos tipos, mas no ano de 1998 a banda toca o Baile do Aviador e o evento da ASA ambos da Aeronáutica brasileira.
- 2000: A banda já fazia diversos carnavais, micaretas e arrastava a multidão por onde passava, mas foi neste ano que aconteceu o primeiro carnaval na cidade de Macau/RN, que contou com a soma da tradição do carnaval junto a Nação Grafitheira, totalizando num evento de proporções nacionais.
- 2008: A comprovação da estabilidade da banda no mercado vem com a grande festa de 20 anos do Grafith, que já era conhecida em diversas partes do território nacional.
- 2011: Uma das apresentações que Marcou a história do Grafith foi a sua primeira aparição na maior micareta do mundo, o Carnatal. Foi a Maior Pipoca da História do evento, superando todos os artistas que já haviam passado pelo evento, foi o momento do Orgulho Potiguar.

A primeira apresentação em São Paulo, aconteceu num evento na empresa Elo Iluminações.
- 2013: O 25° aniversário do Grafith tem mais uma festa com grande público e para coroar o ano a banda venceu o prêmio Hangar de Música como Destaque Popular sendo esse um prêmio obtido pelo júri popular.

No Carnatal de 2013 foi lançada a música: Sou Grafitheiro Por Amor.
- 2014: Em 2014, o lutador do UFC Renan Barão, participou do UFC 169 em Nova Jersey, e para sua entrada ao ringue o lutador potiguar colocou a música de Sou Grafitheiro Por Amor, que embalou a vitória de Barão, e emocionou a Nação Grafitheira. Após essa homenagem de Barão para a banda, que ele ouvia desde pequeno, o Grafith compôs uma música: Passinho do Barão, que já se tornou mais um sucesso tocado em todas as apresentações.